# Narendra Modi
Narendra Damodardas Modi (rođen 17. rujna 1950.) je indijski političar koji je bio 14. i trenutni indijski premijer od 2014. Bio je glavni ministar Gujarata od 2001. do 2014. i zastupnik u Varanasiju. Modi je član stranke Bharatiya Janata.

## Vanjske poveznice
|  | Zajednički poslužitelj ima stranicu o temi Narendra Modi    |
|  | Zajednički poslužitelj ima još gradiva o temi Narendra Modi |